# Kabinett Rohani I

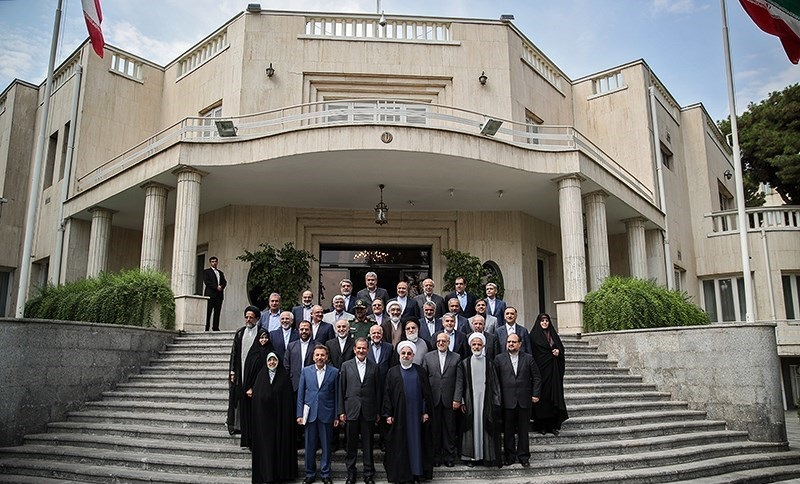
Letztes Treffen des Kabinett, 2017

Das iranische Kabinett Rohani I bildete sich nach der Präsidentschaftswahl im Iran 2013 und amtierte vom 3. August 2013 bis zum 3. August 2017. Es wurde vom Kabinett Rohani II abgelöst. 

## Regierungsmitglieder
| Funktion                                             | Foto                                                                          | Name                                                 |
| ---------------------------------------------------- | ----------------------------------------------------------------------------- | ---------------------------------------------------- |
| Präsident                                            |                                                                               | Hassan Rohani                                        |
| Stabschef                                            |                                                                               | Mohammad Nahavandian                                 |
| Sekretär des Kabinetts                               |                                                                               | Morteza Bangh                                        |
| Erster Vizepräsident                                 |                                                                               | Eshagh Dschahangiri                                  |
| Vizepräsident für Rechtsangelegenheiten              |                                                                               | Elham Aminzadeh bis 12. Juli 2016                    |
| Vizepräsident für Rechtsangelegenheiten              | Majid Ansari seit 12. Juli 2016                                               |                                                      |
| Vizepräsident für Planung                            |                                                                               | Mohammad Bagher Nobacht                              |
| Vizepräsident für Kulturerbe                         |                                                                               | Mohammad-Ali Nadschafi bis 30. Januar 2014           |
| Vizepräsident für Kulturerbe                         | Masoud Soltanifar 1. Februar 2014 bis 5. November 2016                        |                                                      |
| Vizepräsident für Kulturerbe                         | Zahra Ahmadipour ab 6. November 2016                                          |                                                      |
| Vizepräsident für Exekutivangelegenheiten            |                                                                               | Mohammad Shariatmadari                               |
| Vizepräsident für Veteranenangelegenheiten           |                                                                               | Mohammad-Ali Shahidi                                 |
| Vizepräsident für Parlamentsangelegenheiten          |                                                                               | Majid Ansari bis 12. Juli 2016                       |
| Vizepräsident für Parlamentsangelegenheiten          | Hossein-Ali Amiri ab 12. Juli 2016                                            |                                                      |
| Vizepräsidentin für Umwelt                           |                                                                               | Masoumeh Ebtekar                                     |
| Vizepräsident für Eliten- und Talentförderung        |                                                                               | Sorena Sattari                                       |
| Vizepräsident für Atomenergie                        |                                                                               | Ali Akbar Salehi                                     |
| Vizepräsidentin für Frauen                           |                                                                               | Shahindocht Molaverdi                                |
| Vizepräsident für Verwaltung                         |                                                                               | Jamshid Ansari                                       |
| Minister für Landwirtschaft                          |                                                                               | Mahmud Hodschati                                     |
| Minister für Wirtschaft und Finanzen                 |                                                                               | Ali Tajebniah                                        |
| Minister für Kommunikation                           |                                                                               | Mahmud Waezi                                         |
| Minister für Verteidigung                            |                                                                               | Hossein Dehghan                                      |
| Minister für Bildung                                 |                                                                               | Ali Asghar Fanibis 19. Oktober 2016                  |
| Minister für Bildung                                 | Mohammad Bathaei 19. Oktober 2016 bis 1. November 2016 (kommissarisch)        |                                                      |
| Minister für Bildung                                 | Fakhruddin Ahmadi Danesh-Ashtiani ab 1. November 2016                         |                                                      |
| Minister für Kultur                                  |                                                                               | Ali Dschannati bis 19. Oktober 2016                  |
| Minister für Kultur                                  | Abbas Salehi 19. Oktober 2016 bis 1. November 2016 (kommissarisch)            |                                                      |
| Minister für Kultur                                  | Reza Salehi Amiri ab 1. November 2016                                         |                                                      |
| Minister für Energie                                 |                                                                               | Hamid Chitchian                                      |
| Minister für Auswärtiges                             |                                                                               | Mohammed Dschawad Sarif                              |
| Minister für Gesundheit                              |                                                                               | Hassan Haschemi                                      |
| Minister für Industrie, Bergbau und Handel           |                                                                               | Mohammad Reza Ne'matzadeh                            |
| Minister für Geheimdienste                           |                                                                               | Mahmud Alawi                                         |
| Minister für Inneres                                 |                                                                               | Abdolreza Rahmani Fazli                              |
| Minister für Justiz                                  |                                                                               | Mostafa Purmohammadi                                 |
| Minister für Arbeit und Soziales                     |                                                                               | Ali Rabei                                            |
| Minister für Öl                                      |                                                                               | Bidschan Sangane                                     |
| Minister für Transport und Wohnungsbau               |                                                                               | Abbas Ahmad Achondi                                  |
| Minister für Wissenschaft, Forschung und Technologie |                                                                               | Jaffar Towfighi bis 27. Oktober 2013 (kommissarisch) |
| Minister für Wissenschaft, Forschung und Technologie | Reza Faradschidana27. Oktober 2013 bis 20. August 2014                        |                                                      |
| Minister für Wissenschaft, Forschung und Technologie | Mohammad-Ali Nadschafi 20. August 2014 bis 26. November 2014 (kommissarisch)  |                                                      |
| Minister für Wissenschaft, Forschung und Technologie | Mohammad Farhadi ab 26. November 2016                                         |                                                      |
| Minister für Sport und Jugend                        |                                                                               | Reza Salehi Amiri bis 28. Oktober (kommissarisch)    |
| Minister für Sport und Jugend                        | Mohammad Shariatmadari 28. Oktober 2013 bis 17. November 2013 (kommissarisch) |                                                      |
| Minister für Sport und Jugend                        | Mahmud Gudarzi17. November 2013 bis 19. Oktober 2016                          |                                                      |
| Minister für Sport und Jugend                        | Nasrollah Sajjadi 19. Oktober 2016 bis 1. November 2016 (kommissarisch)       |                                                      |
| Minister für Sport und Jugend                        | Masoud Soltanifar ab 1. November 2016                                         |                                                      |